# Frank Merrill (Schauspieler)

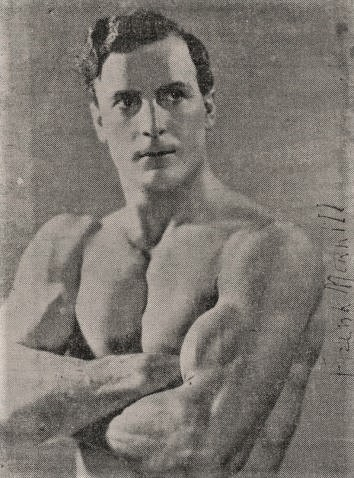
Frank Merrill

Frank Merrill (* 21. März 1893 in Newark, Essex Country, New Jersey als Otto Adolph Poll; † 12. Februar 1966 in Los Angeles, Kalifornien) war ein US-amerikanischer Sportler, Stuntman und Schauspieler.

## Leben
Frank Merrill war ein erfolgreicher Turner, er gewann 58 nationale, südkalifornische und regionale Meisterschaften. Von 1916 bis 1918 war er National Gymnastics Champion. Zu Beginn seiner Schauspielkarriere arbeitete er auch als Stuntman für Elmo Lincoln.
Seine erste Hauptrolle spielte Merrill 1927 in Perils of the Jungle. Der Regisseur des Films, Jack Nelson bot ihm die Rolle von Tarzan an, nachdem der bereits für die Titelrolle engagierte Joe Bonono sich das Bein brach und somit nicht spielen konnte.
Merrill verwendete als erster Tarzan das in späteren Filmen verwendete Lianen-Schwingen und den Tarzan-Schrei. Da sich Merrill für Sprechrollen nicht eignete, zog er sich nach Einführung des Tonfilms aus dem Kino zurück. Er arbeitete als Park Commissioner und Erholungsdirektor für die Stadt Los Angeles. Als er 1963 nach einer schweren Operation in den Ruhestand ging, arbeitete er ehrenamtlich als Sportlehrer für den YMCA.

## Filmografie
- 1921: Adventures of Tarzan
- 1924: A Fighting Heart
- 1924: Reckless Speed
- 1924: Battling Mason
- 1925: Shackled Lightning
- 1925: Speed Madness
- 1925: Gentlemann Roughneck
- 1925: The Trailer
- 1925: The Hollywood Reporter
- 1926: Unknown Danger
- 1926: Dashing Thru
- 1926: The Fighting Doctor
- 1926: Cupid's Knockout
- 1927: Perils of the Jungle
- 1928: Tarzans neue Dschungelgeschichten
- 1928: The Little Wild Girl
- 1929: Tarzan der Tiger